# Tectaria confluens
Tectaria confluens är en ormbunkeart som först beskrevs av F. Muell. och Bak., och fick sitt nu gällande namn av Pichi-serm. Tectaria confluens ingår i släktet Tectaria och familjen Tectariaceae. Inga underarter finns listade.

## Bildgalleri

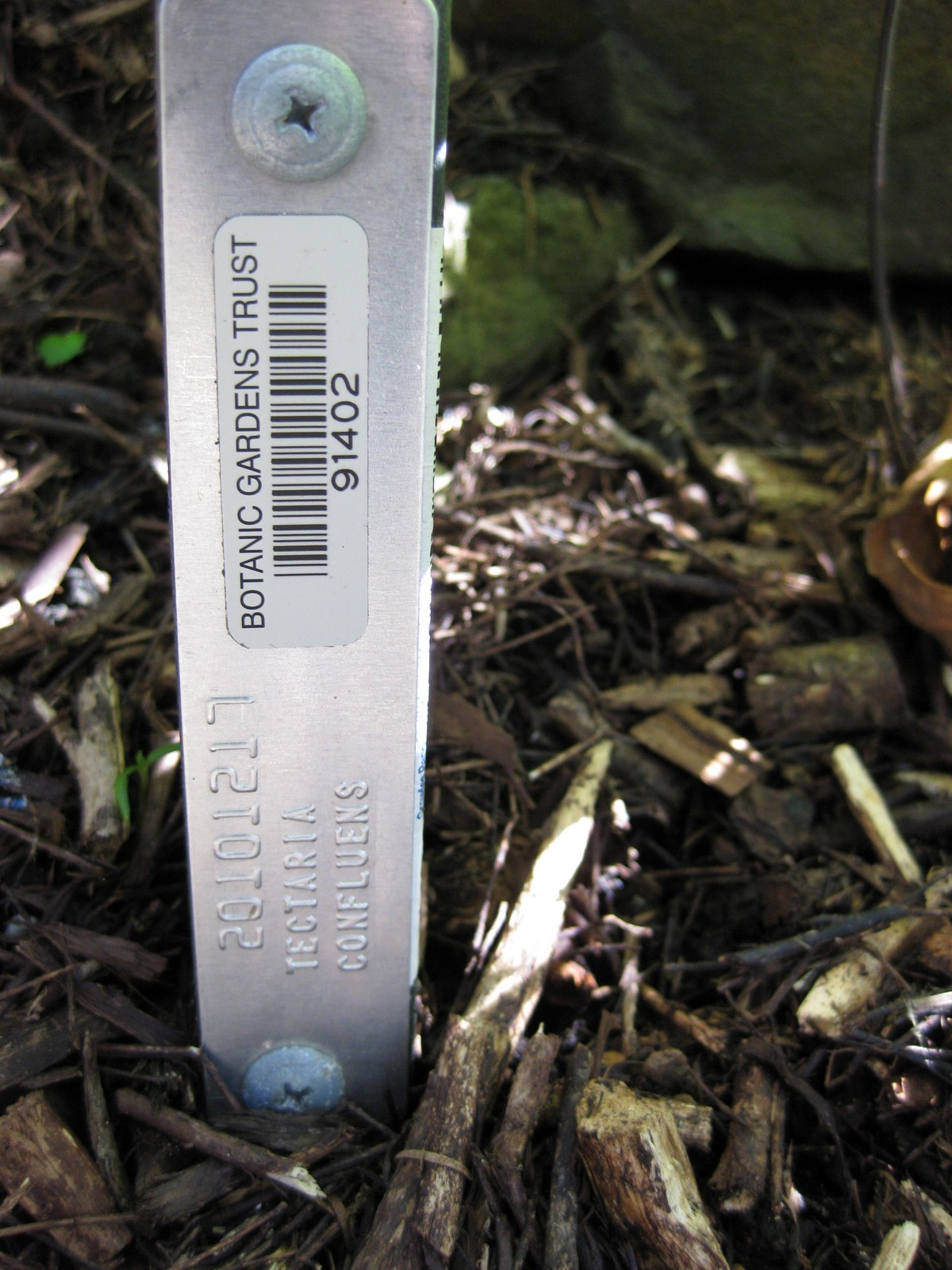
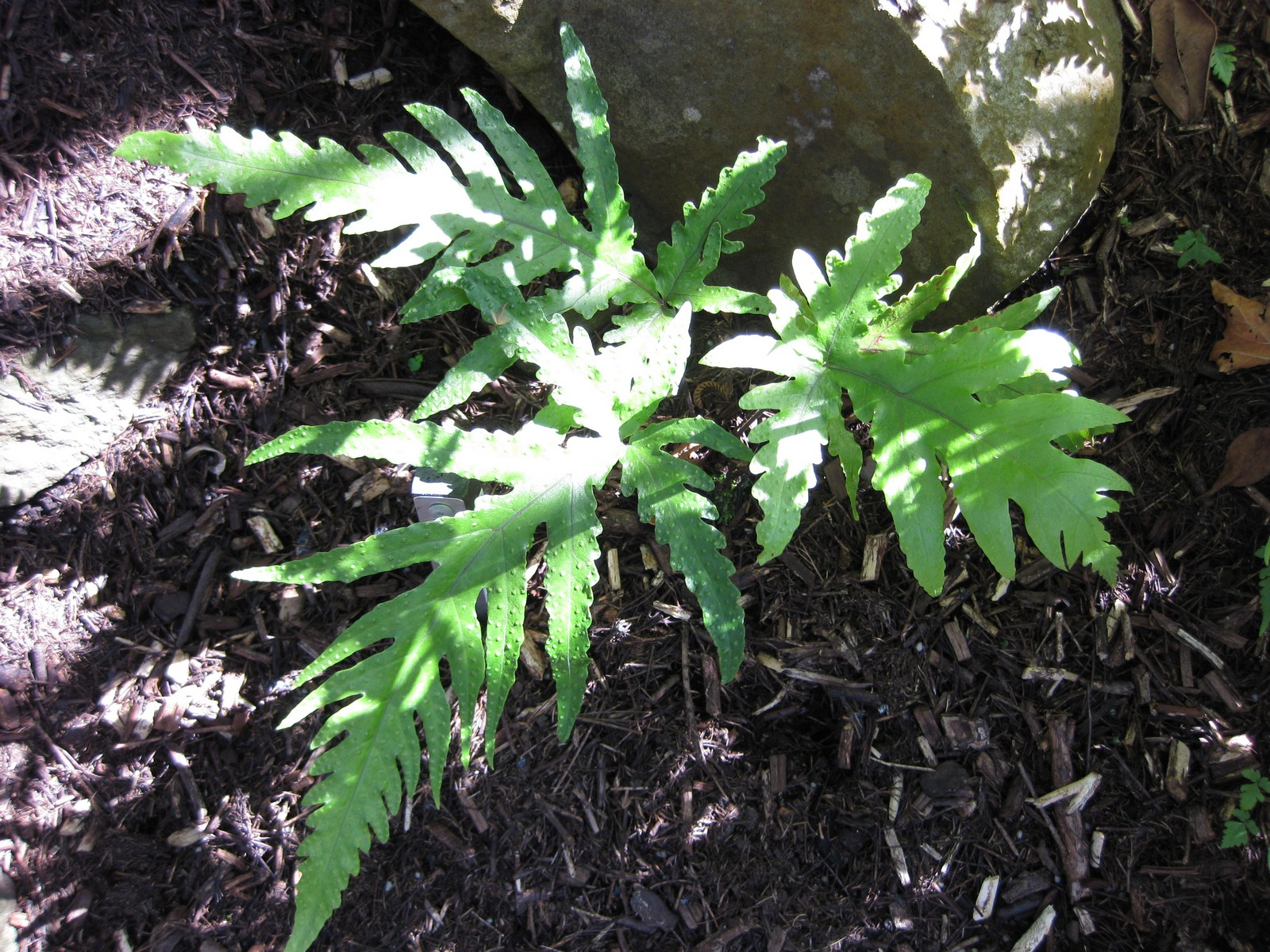